# ラジオ音響技能検定
ラジオ・音響技能検定（ラジオ・おんきょうぎのうけんてい）はかつて行われていた、国際文化カレッジ主催の検定である。現在
は休止中。略称はA・R検定。

## 概要
ラジオ・音響技能検定はエレクトロニクス・オーディオの知識と技能に関する能力を問う文部科学省後援の検定試験であり、1級から4級までの4段階に分かれている。かつては文部科学省認定の技能審査であったが、2006年度からの認定制度廃止により、文部科学省後援となった。
2015年11月28日に行われた第68回試験を最後に休止した。

## 歴史
- 1951年 - 文部省後援を得る。
- 1995年 - 文部省認定の技能検定になる。
- 2006年 - 文部科学省認定制度の廃止により文部科学省後援となる。
- 2012年 - 実施団体が実務技能検定協会から国際文化カレッジに変更
- 2014年 - 次回試験(2015年11月)を最後に休止と発表
- 2015年 〜 休止中

## 試験内容
- 電気理論
- 電子工学
- 無線
- 通信理論
- 電子計測

など。

## 試験概要
試験は全級共に年1回実施され、合格者は試験後40日以内に通知された。
- 1級
  - 誰でも受験できた。試験科目は知識と技能の2科目から成り、記述式で出題され、試験時間は120分。受験料は6,500円。
- 2級
  - 誰でも受験できた。試験科目は知識と技能の2科目から成り、選択式で出題され、試験時間は90分。受験料は5,500円。
- 3級
  - 誰でも受験できた。試験科目は知識と技能の2科目から成り、選択式で出題され、試験時間は60分。受験料は4,500円。
- 4級
  - 誰でも受験できた。試験科目は知識と技能の2科目から成り、選択式で出題され、試験時間は60分。受験料は3,500円。